# Cinnamomum mollifolium
Cinnamomum mollifolium är en lagerväxtart som beskrevs av Hsi Wen Li. Cinnamomum mollifolium ingår i släktet Cinnamomum och familjen lagerväxter. Inga underarter finns listade i Catalogue of Life.